# Ото (Бургундия)
Вижте пояснителната страница за други личности с името Ото.
Ото също Одо от Париж (на френски: Otton de Bourgogne, Otto, Odo; * 944; † 22/23 февруари 965) е граф на Оксер, херцог на Бургундия от династията Робертини през 956 – 965 г.

## Живот
Той е вторият син на херцог Хуго Велики († 956) и Хедвига Саксонска († 959), дъщеря на император Хайнрих I Птицелов и Матилда Вестфалска и сестра на император Ото I Велики. Ото е по-малък брат на Хуго Капет, който става през 987 г. крал на Франция и основател на династията Капетинги.
На великден 955 г. единадесегодишният Ото се жени за Лиутгард (или Лиéгард, Лиегардис), наследничка на Графство Отун, дъщеря на бургундския херцог princeps Гизелберт († 956) и Ерменгард, дъщеря на Рихард I Застъпник и сестра на Хуго Черния. Женитбата трябва да прекрати конфликтите между неговата фамилия и Бувинидите за надмощието в Бургундското херцогство. Една година след сватбата на малолетния Ото умира тъстът му и скоро след това и баща му.
Крал Лотар завладява Дижон, васалите си позволяват по-големи свободи. През 960 г. крал Лотар поставя Ото отново като херцог на Бургундия. Неговото управление е слабо.
Няма известни негови деца. След неговата смърт Херцогството Бургундия е поето от неговия по-малък брат Анри Велики.